# Canon EOS R3
Canon EOS R3 — цифровой беззеркальный фотоаппарат с полнокадровой КМОП-матрицей, официально анонсированный компанией Canon 14 сентября 2021 года. Однако ещё до официального анонса камера уже использовалась фотографами во время Летних Олимпийских игр 2020 года в Японии.

## Технические особенности
Камера оснащена 12-контактным байонетом Canon RF с укороченным рабочим отрезком. Кроме того, она поддерживает стандарт Canon EF, разработанный для зеркальных фотоаппаратов, и все объективы этой системы полностью совместимы при использовании штатного адаптера EF-EOS R. В качестве источника питания используются литий-ионные аккумуляторы Canon LP-E19 от зеркальных фотоаппаратов серии EOS-1D X. Камера рассчитана на профессиональных фотожурналистов и спортивных фотографов.

## Характеристики
- 24.1-мегапиксельный КМОП-сенсор
- Автофокус с распознаванием и отслеживанием объектов (люди, животные, автомобили)
- Автофокусировка с управлением движением глаза
- Поддержка скоростного режима съемки до 195 кадров в секунду[2]
- Защита от пыли и влаги
- Два слота для карт памяти (CFexpress и UHS-II SD-карта)
- Процессор DIGIC X
- Встроенная стабилизация изображения
- Съемка видео в разрешении 6K в формате RAW
- Электронный видоискатель и поворотный сенсорный экран

## Галерея

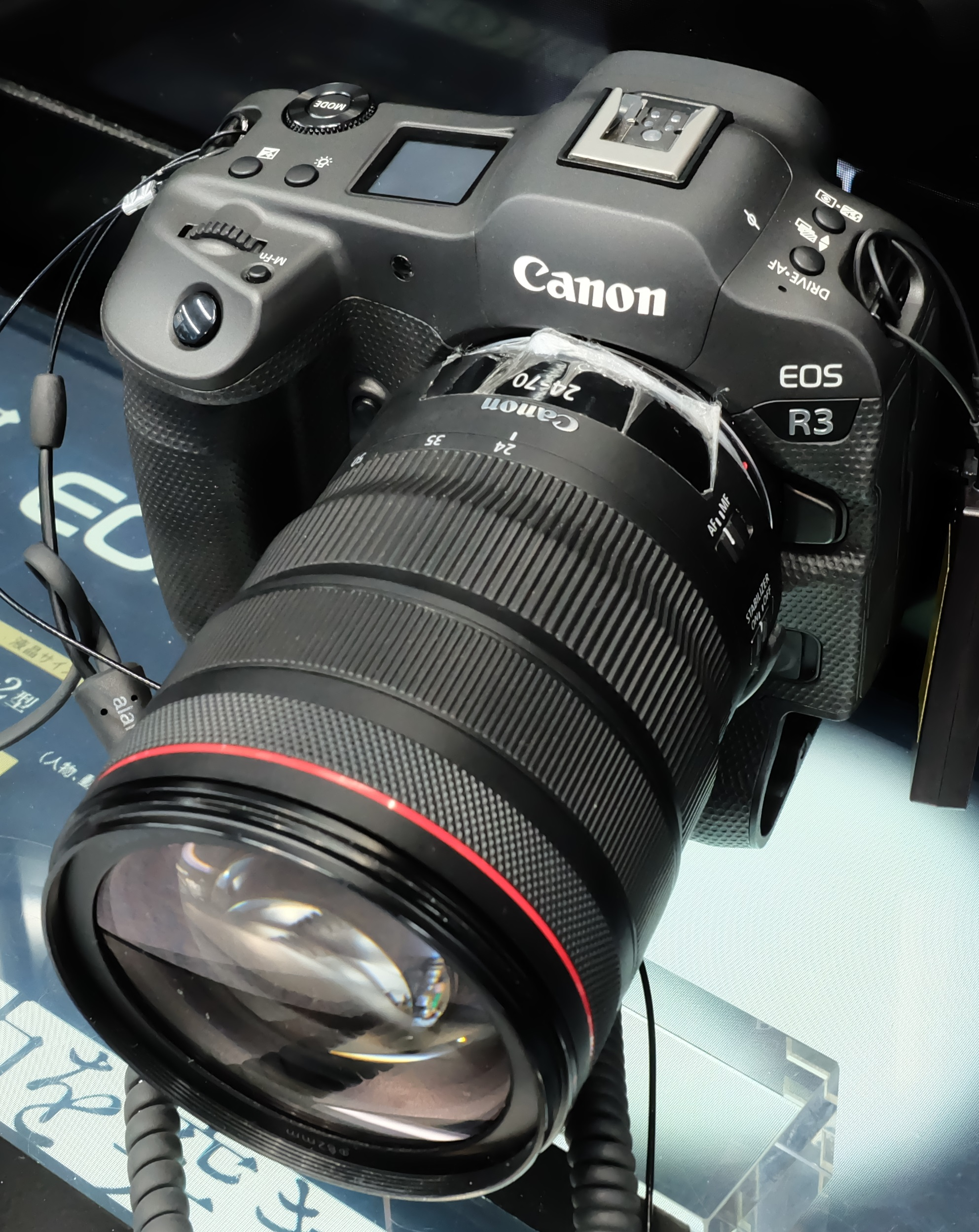
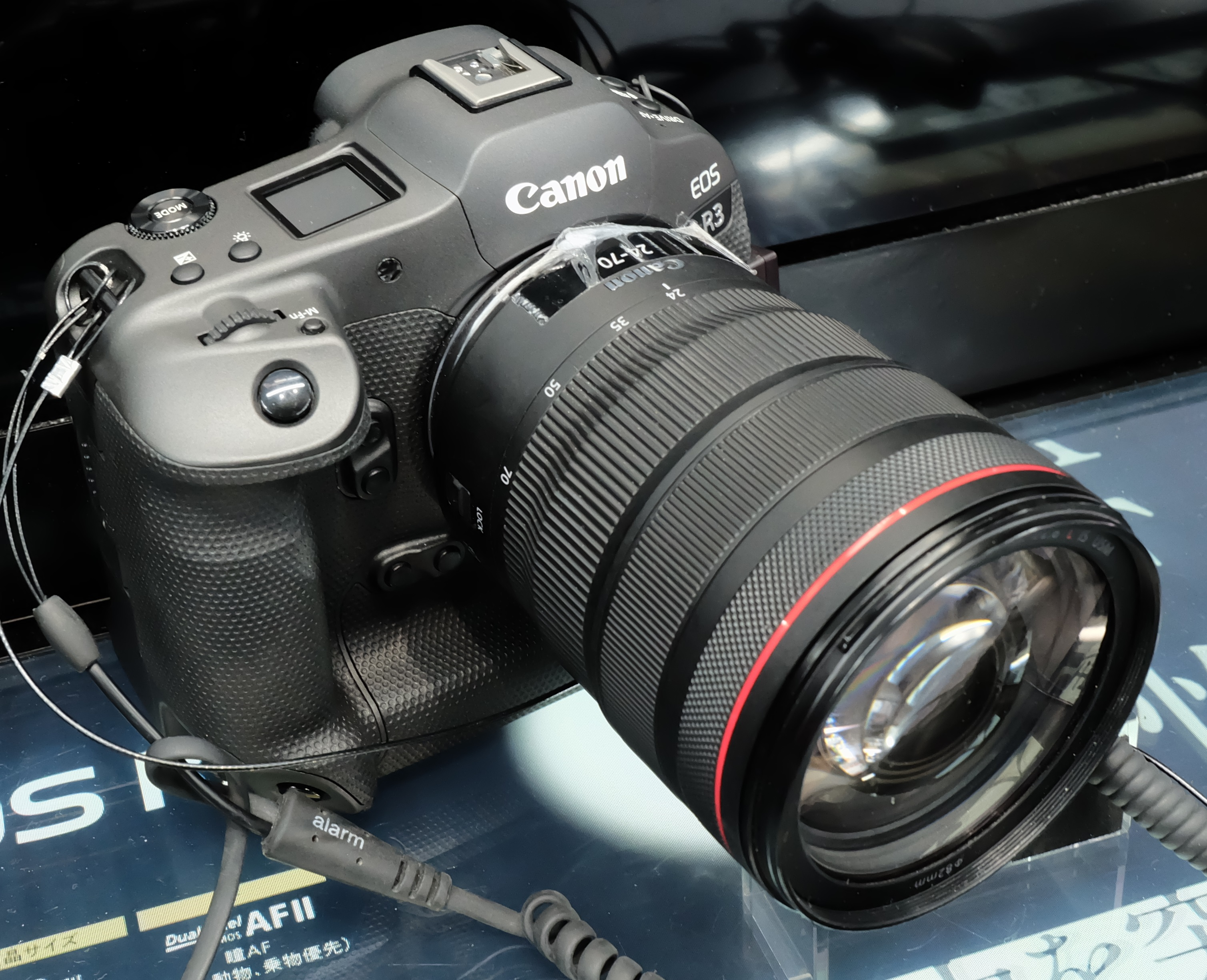
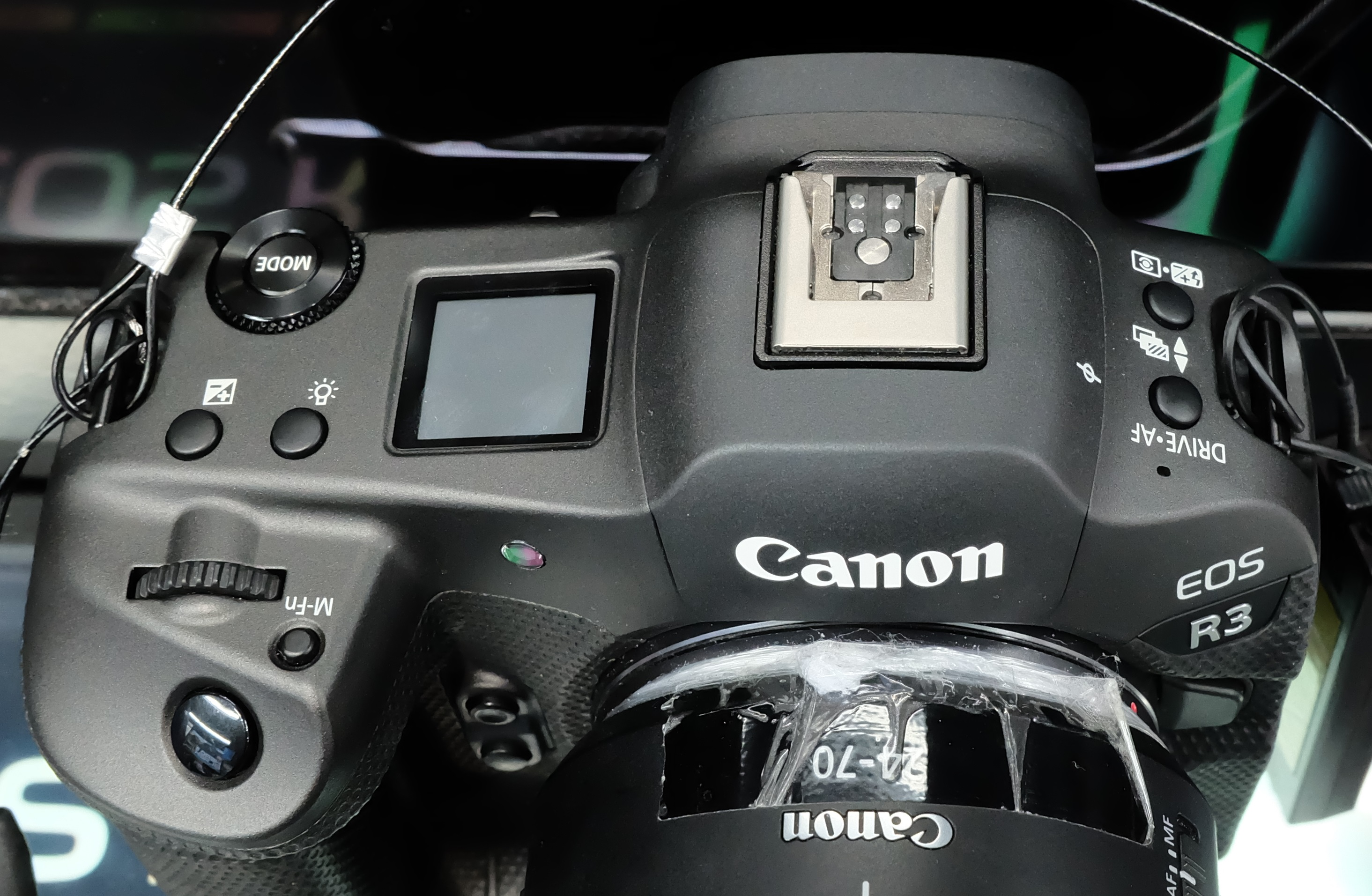
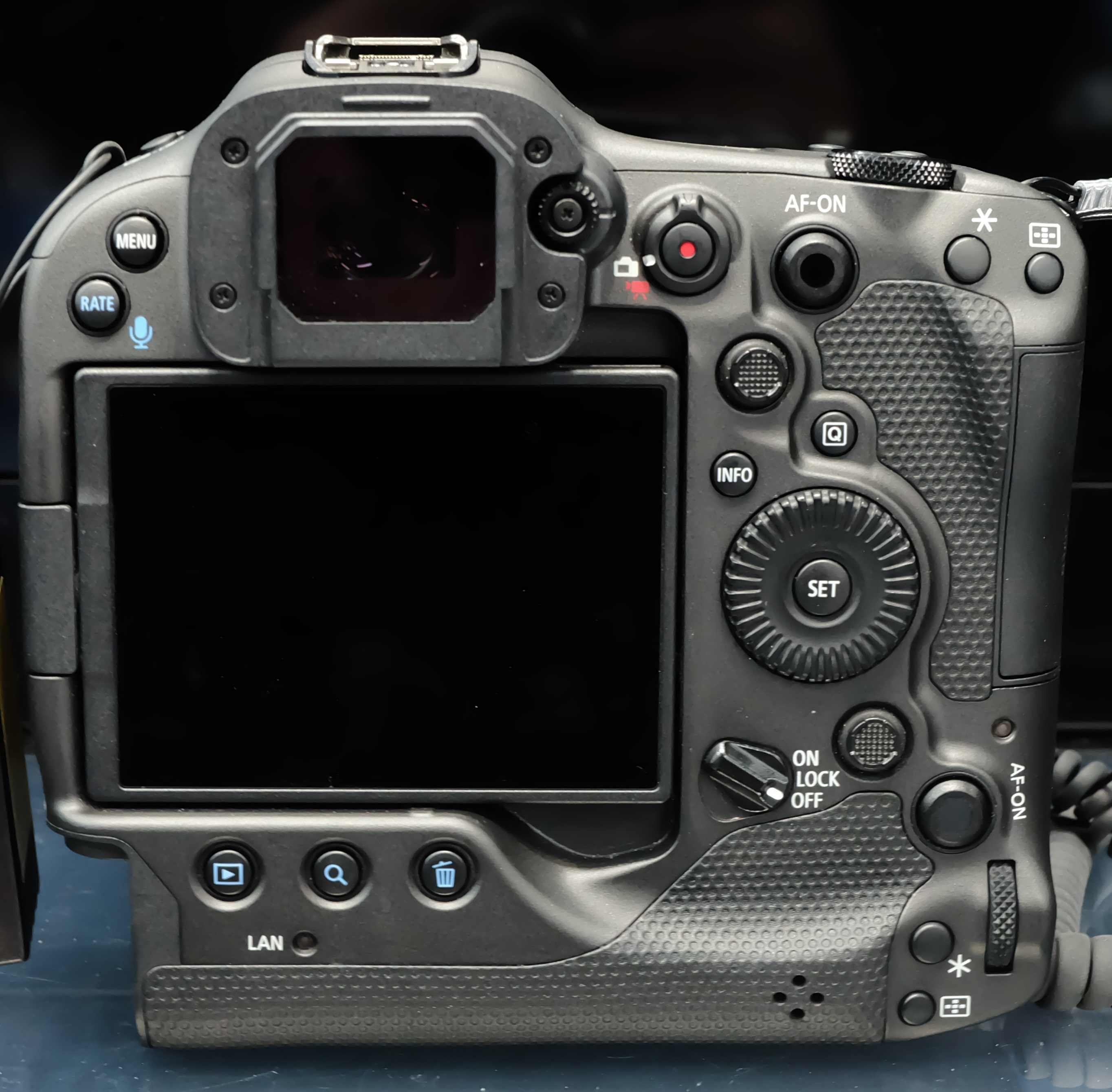
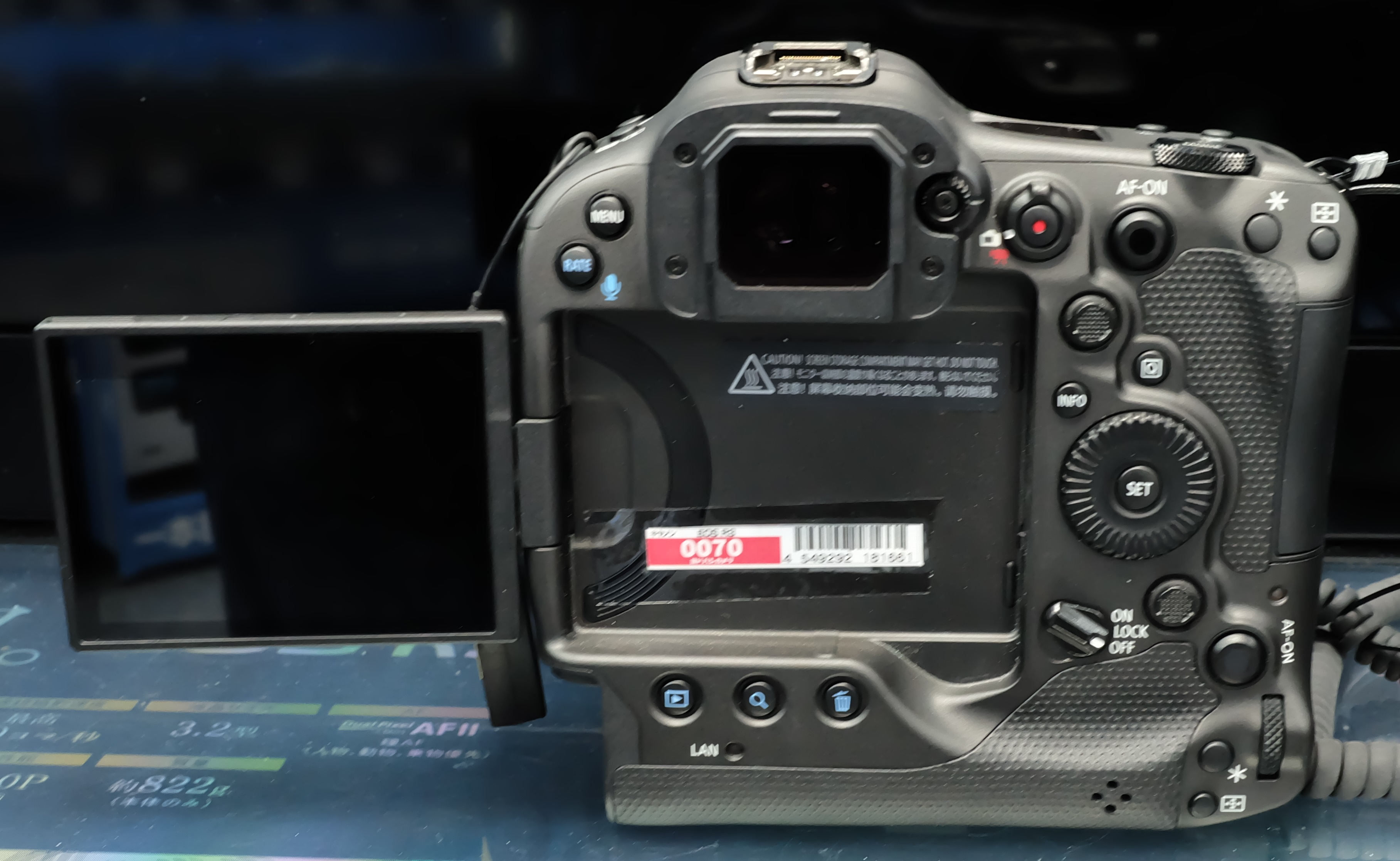